# عبد الله عبد القادر (عداء)
عبد الله عبد القادر هو عداء مسافات متوسطة سوداني ولد في يوم 12 سبتمبر 1988، إختص بسباقات ال800 و1500 متر، شارك في دورة الألعاب الأولمبية الصيفية 2008 في بكين، أفضل رقم شخصي له في 800 متر هو 1:48.74 دقيقة وألذي سجله في سنة 2004، وأفضل رقم له في 1500 متر هو
3:38.93 دقيقة.

## روابط خارجية
- عبد الله عبد القادر على موقع الاتحاد الدولي لألعاب القوى (الإنجليزية)
- عبد الله عبد القادر على موقع الدوري الماسي (الإنجليزية)
- عبد الله عبد القادر على موقع اللجنة الأولمبية الدولية (الإنجليزية)
- عبد الله عبد القادر على موقع أوليمبيديا (الإنجليزية)